# Llista de medallistes olímpics de judo
Aquesta és una llista dels medallistes olímpics de judo:

## Medallistes

### Programa actual

#### Categoria masculina

##### Pes extra lleuger
- -60 kg (1980-actualitat)

| Edició                   | Or              | Argent              | Bronze              |
| 1980 Moscou detalls      | Thierry Rey     | José Rodríguez      | Tibor Kincses       |
| 1980 Moscou detalls      | Thierry Rey     | José Rodríguez      | Aramby Emizh        |
| 1984 Los Angeles detalls | Shinji Hosokawa | Kim Jae-Yup         | Neil Eckersley      |
| 1984 Los Angeles detalls | Shinji Hosokawa | Kim Jae-Yup         | Edward Liddie       |
| 1988 Seül detalls        | Kim Jae-Yup     | Kevin Asano         | Shinji Hosokawa     |
| 1988 Seül detalls        | Kim Jae-Yup     | Kevin Asano         | Amiran Totikashvili |
| 1992 Barcelona detalls   | Nazim Guseynov  | Yoon Hyun           | Tadanori Koshino    |
| 1992 Barcelona detalls   | Nazim Guseynov  | Yoon Hyun           | Richard Trautmann   |
| 1996 Atlanta detalls     | Tadahiro Nomura | Girolamo Giovinazzo | D. Narmandakh       |
| 1996 Atlanta detalls     | Tadahiro Nomura | Girolamo Giovinazzo | Richard Trautmann   |
| 2000 Sydney detalls      | Tadahiro Nomura | Jung Bu-Kyung       | Manolo Poulot       |
| 2000 Sydney detalls      | Tadahiro Nomura | Jung Bu-Kyung       | Aidyn Smagulov      |
| 2004 Atenes detalls      | Tadahiro Nomura | Nestor Khergiani    | K. Tsagaanbaatar    |
| 2004 Atenes detalls      | Tadahiro Nomura | Nestor Khergiani    | Choi Min-Ho         |
| 2008 Pequín detalls      | Choi Min-Ho     | Ludwig Paischer     | Rishod Sobirov      |
| 2008 Pequín detalls      | Choi Min-Ho     | Ludwig Paischer     | Ruben Houkes        |
| 2012 Londres detalls     | Arsen Galstyan  | Hiroaki Hiraoka     | Rishod Sobirov      |
| 2012 Londres detalls     | Arsen Galstyan  | Hiroaki Hiraoka     | Felipe Kitadai      |
| 2016 Rio detalls         | Beslan Mudranov | Yeldos Smetov       | Diyorbek Urozboev   |
| 2016 Rio detalls         | Beslan Mudranov | Yeldos Smetov       | Naohisa Takato      |
| 2020 Tòquio detalls      | Naohisa Takato  | Yang Yung-wei       | Yeldos Smetov       |
| 2020 Tòquio detalls      | Naohisa Takato  | Yang Yung-wei       | Luka Mkheidze       |
| 2024 París detalls       | Yeldos Smetov   | Luka Mkheidze       | Ryuju Nagayama      |
| 2024 París detalls       | Yeldos Smetov   | Luka Mkheidze       | Francisco Garrigós  |

##### Pes semi lleuger
- 60-65 kg (1980-1996)
- 60-66 kg (2000-actualitat)

| Edició                   | Or                    | Argent               | Bronze              |
| 1980 Moscou detalls      | Nikolai Solodukhin    | Tsendiin Damdin      | Iliyan Nedkov       |
| 1980 Moscou detalls      | Nikolai Solodukhin    | Tsendiin Damdin      | Janusz Pawłowski    |
| 1984 Los Angeles detalls | Yoshiyuki Matsuoka    | Hwang Jung-Oh        | Marc Alexandre      |
| 1984 Los Angeles detalls | Yoshiyuki Matsuoka    | Hwang Jung-Oh        | Josef Reiter        |
| 1988 Seül detalls        | Lee Kyung-Keun        | Janusz Pawłowski     | Bruno Carabetta     |
| 1988 Seül detalls        | Lee Kyung-Keun        | Janusz Pawłowski     | Yosuke Yamamoto     |
| 1992 Barcelona detalls   | Rogério Sampaio       | Jozsef Csak          | Israel Hernández    |
| 1992 Barcelona detalls   | Rogério Sampaio       | Jozsef Csak          | Udo Quellmalz       |
| 1996 Atlanta detalls     | Udo Quellmalz         | Yukimasa Nakamura    | Henrique Guimarães  |
| 1996 Atlanta detalls     | Udo Quellmalz         | Yukimasa Nakamura    | Israel Hernández    |
| 2000 Sydney detalls      | Hüseyin Özkan         | Larbi Benboudaoud    | Girolamo Giovinazzo |
| 2000 Sydney detalls      | Hüseyin Özkan         | Larbi Benboudaoud    | Giorgi Vazagashvili |
| 2004 Atenes detalls      | Masato Uchishiba      | Jozef Krnac          | Yordanis Arencibia  |
| 2004 Atenes detalls      | Masato Uchishiba      | Jozef Krnac          | Georgi Georgiev     |
| 2008 Pequín detalls      | Masato Uchishiba      | Benjamin Darbelet    | Yordanis Arencibia  |
| 2008 Pequín detalls      | Masato Uchishiba      | Benjamin Darbelet    | Pak Chol Min        |
| 2012 Londres detalls     | Lasha Shavdatuashvili | Miklós Ungvári       | Masashi Ebinuma     |
| 2012 Londres detalls     | Lasha Shavdatuashvili | Miklós Ungvári       | Cho Jun-Ho          |
| 2016 Rio detalls         | Fabio Basile          | An Ba-Ul             | Rishod Sobirov      |
| 2016 Rio detalls         | Fabio Basile          | An Ba-Ul             | Masashi Ebinuma     |
| 2020 Tòquio detalls      | Hifumi Abe            | Vazha Margvelashvili | An Baul             |
| 2020 Tòquio detalls      | Hifumi Abe            | Vazha Margvelashvili | Daniel Cargnin      |
| 2024 París detalls       | Hifumi Abe            | Willian Lima         | Gusman Kyrgyzbayev  |
| 2024 París detalls       | Hifumi Abe            | Willian Lima         | Denis Vieru         |

##### Pes lleuger
- -68 kg (1964)
- -63 kg (1972-1976)
- -71 kg (1980-1996)
- -73 kg (2000-actualitat)

| Edició                   | Or                                   | Argent                               | Bronze                               |
| 1964 Tòquio detalls      | Takehide Nakatani                    | Eric Hanni                           | Ārons Bogoļubovs                     |
| 1964 Tòquio detalls      | Takehide Nakatani                    | Eric Hanni                           | Oleg Stepanov                        |
| 1968 Ciutat de Mèxic     | No fou inclòs en el programa olímpic | No fou inclòs en el programa olímpic | No fou inclòs en el programa olímpic |
| 1972 Múnic detalls       | Takao Kawaguchi                      | No es concedí                        | Kim Yong-Ik                          |
| 1972 Múnic detalls       | Takao Kawaguchi                      | No es concedí                        | Jean-Jacques Mounier                 |
| 1976 Mont-real detalls   | Héctor Rodríguez                     | Chang Eun-Kyung                      | Felice Mariani                       |
| 1976 Mont-real detalls   | Héctor Rodríguez                     | Chang Eun-Kyung                      | Jószef Tuncsik                       |
| 1980 Moscou detalls      | Ezio Gamba                           | Neil Adams                           | R. Davaadalai                        |
| 1980 Moscou detalls      | Ezio Gamba                           | Neil Adams                           | Karl-Heinz Lehmann                   |
| 1984 Los Angeles detalls | Ahn Byeong-Keun                      | Ezio Gamba                           | Kerrith Brown                        |
| 1984 Los Angeles detalls | Ahn Byeong-Keun                      | Ezio Gamba                           | Luis Onmura                          |
| 1988 Seül detalls        | Marc Alexandre                       | Sven Loll                            | Mike Swain                           |
| 1988 Seül detalls        | Marc Alexandre                       | Sven Loll                            | Georgy Tenadze                       |
| 1992 Barcelona detalls   | Toshihiko Koga                       | Bertalan Hajtos                      | Hoon Chung                           |
| 1992 Barcelona detalls   | Toshihiko Koga                       | Bertalan Hajtos                      | Oren Smadja                          |
| 1996 Atlanta detalls     | Kenzo Nakamura                       | Kwak Dae-Sung                        | Christophe Gagliano                  |
| 1996 Atlanta detalls     | Kenzo Nakamura                       | Kwak Dae-Sung                        | James Pedro                          |
| 2000 Sydney detalls      | Giuseppe Maddaloni                   | Tiago Camilo                         | Anatoly Laryukov                     |
| 2000 Sydney detalls      | Giuseppe Maddaloni                   | Tiago Camilo                         | Vsevolods Zeļonijs                   |
| 2004 Atenes detalls      | Lee Won-Hee                          | Vitaliy Makarov                      | Leandro Guilheiro                    |
| 2004 Atenes detalls      | Lee Won-Hee                          | Vitaliy Makarov                      | Jimmy Pedro                          |
| 2008 Pequín detalls      | Elnur Mammadli                       | Wang Ki-Chun                         | Rasul Boqiev                         |
| 2008 Pequín detalls      | Elnur Mammadli                       | Wang Ki-Chun                         | Leandro Guilheiro                    |
| 2012 Londres detalls     | Mansur Isaev                         | Riki Nakaya                          | Ugo Legrand                          |
| 2012 Londres detalls     | Mansur Isaev                         | Riki Nakaya                          | Nyam-Ochir Sainjargal                |
| 2016 Rio detalls         | Shohei Ono                           | Rustam Orujov                        | Lasha Shavdatuashvili                |
| 2016 Rio detalls         | Shohei Ono                           | Rustam Orujov                        | Dirk Van Tichelt                     |
| 2020 Tòquio detalls      | Shohei Ono                           | Lasha Shavdatuashvili                | An Changrim                          |
| 2020 Tòquio detalls      | Shohei Ono                           | Lasha Shavdatuashvili                | Tsend-Ochiryn Tsogtbaatar            |
| 2024 París detalls       | Hidayat Heydarov                     | Joan-Benjamin Gaba                   | Adil Osmanov                         |
| 2024 París detalls       | Hidayat Heydarov                     | Joan-Benjamin Gaba                   | Soichi Hashimoto                     |

##### Pes semi mitjà
- -70 kg (1972-1976)
- -78 kg (1980-1996)
- -81 kg (2000-actualitat)

| Edició                   | Or                 | Argent              | Bronze                 |
| 1972 Múnic detalls       | Toyokazu Nomura    | Antoni Zajkowski    | Dietmar Hotger         |
| 1972 Múnic detalls       | Toyokazu Nomura    | Antoni Zajkowski    | Anatoliy Novikov       |
| 1976 Mont-real detalls   | Vladimir Nevzorov  | Koji Kuramoto       | Marian Talaj           |
| 1976 Mont-real detalls   | Vladimir Nevzorov  | Koji Kuramoto       | Patrick Vial           |
| 1980 Moscou detalls      | Shota Khabareli    | Juan Ferrer La Hera | Harald Heinke          |
| 1980 Moscou detalls      | Shota Khabareli    | Juan Ferrer La Hera | Bernard Tchoullyan     |
| 1984 Los Angeles detalls | Frank Wieneke      | Neil Adams          | Mircea Frăţică         |
| 1984 Los Angeles detalls | Frank Wieneke      | Neil Adams          | Michel Nowak           |
| 1988 Seül detalls        | Waldemar Legien    | Frank Wieneke       | Torsten Brechot        |
| 1988 Seül detalls        | Waldemar Legien    | Frank Wieneke       | Bashir Varaev          |
| 1992 Barcelona detalls   | Hidehiko Yoshida   | Jason Morris        | Kim Byung-Joo          |
| 1992 Barcelona detalls   | Hidehiko Yoshida   | Jason Morris        | Bertrand Damaisin      |
| 1996 Atlanta detalls     | Djamel Bouras      | Toshihiko Koga      | Cho In-Chul            |
| 1996 Atlanta detalls     | Djamel Bouras      | Toshihiko Koga      | Soiso Liparteliani     |
| 2000 Sydney detalls      | Makoto Takimoto    | Cho In-Chul         | Aleksei Budõlin        |
| 2000 Sydney detalls      | Makoto Takimoto    | Cho In-Chul         | Nuno Delgado           |
| 2004 Atenes detalls      | Ilias Iliadis      | Roman Gontiuk       | Flavio Canto           |
| 2004 Atenes detalls      | Ilias Iliadis      | Roman Gontiuk       | Dmitri Nossov          |
| 2008 Pequín detalls      | Ole Bischof        | Kim Jae-Bum         | Tiago Camilo           |
| 2008 Pequín detalls      | Ole Bischof        | Kim Jae-Bum         | Roman Gontiuk          |
| 2012 Londres detalls     | Kim Jae-Bum        | Ole Bischof         | Ivan Nifontov          |
| 2012 Londres detalls     | Kim Jae-Bum        | Ole Bischof         | Antoine Valois-Fortier |
| 2016 Rio detalls         | Khasan Khalmurzaev | Travis Stevens      | Sergiu Toma            |
| 2016 Rio detalls         | Khasan Khalmurzaev | Travis Stevens      | Takanori Nagase        |
| 2020 Tòquio detalls      | Takanori Nagase    | Saeid Mollaei       | Shamil Borchashvili    |
| 2020 Tòquio detalls      | Takanori Nagase    | Saeid Mollaei       | Matthias Casse         |
| 2024 París detalls       | Takanori Nagase    | Tato Grigalashvili  | Lee Joon-hwan          |
| 2024 París detalls       | Takanori Nagase    | Tato Grigalashvili  | Somon Makhmadbekov     |

##### Pes mitjà
- -80 kg (1964-1976)
- -86 kg (1980-1996)
- -90 kg (2000-actualitat)

| Edició                   | Or                                   | Argent                               | Bronze                               |
| 1964 Tòquio detalls      | Isao Okano                           | Wolfgang Hofmann                     | James Bregman                        |
| 1964 Tòquio detalls      | Isao Okano                           | Wolfgang Hofmann                     | Kim Eui-Tae                          |
| 1968 Ciutat de Mèxic     | No fou inclòs en el programa olímpic | No fou inclòs en el programa olímpic | No fou inclòs en el programa olímpic |
| 1972 Múnic detalls       | Shinobu Sekine                       | Oh Seung-Lip                         | Jean-Paul Coche                      |
| 1972 Múnic detalls       | Shinobu Sekine                       | Oh Seung-Lip                         | Brian Jacks                          |
| 1976 Mont-real detalls   | Isamu Sonoda                         | Valeriy Dvoynikov                    | Slavko Obadov                        |
| 1976 Mont-real detalls   | Isamu Sonoda                         | Valeriy Dvoynikov                    | Park Young-Chul                      |
| 1980 Moscou detalls      | Jörg Röthlisberger                   | Isaac Azcuy                          | Aleksandrs Jackevičs                 |
| 1980 Moscou detalls      | Jörg Röthlisberger                   | Isaac Azcuy                          | Detlef Ultsch                        |
| 1984 Los Angeles detalls | Peter Seisenbacher                   | Robert Berland                       | Walter Carmona                       |
| 1984 Los Angeles detalls | Peter Seisenbacher                   | Robert Berland                       | Seiki Nose                           |
| 1988 Seül detalls        | Peter Seisenbacher                   | Vladimir Shestakov                   | Akinobu Osako                        |
| 1988 Seül detalls        | Peter Seisenbacher                   | Vladimir Shestakov                   | Ben Spijkers                         |
| 1992 Barcelona detalls   | Waldemar Legien                      | Pascal Tayot                         | Nicolas Gill                         |
| 1992 Barcelona detalls   | Waldemar Legien                      | Pascal Tayot                         | Hirotaka Okada                       |
| 1996 Atlanta detalls     | Jeon Ki-Young                        | Armen Bagdasarov                     | Mark Huizinga                        |
| 1996 Atlanta detalls     | Jeon Ki-Young                        | Armen Bagdasarov                     | Marko Spittka                        |
| 2000 Sydney detalls      | Mark Huizinga                        | Carlos Honorato                      | Frédéric Demontfaucon                |
| 2000 Sydney detalls      | Mark Huizinga                        | Carlos Honorato                      | Ruslan Mashurenko                    |
| 2004 Atenes detalls      | Zurab Zviadauri                      | Hiroshi Izumi                        | Mark Huizinga                        |
| 2004 Atenes detalls      | Zurab Zviadauri                      | Hiroshi Izumi                        | Khasanbi Taov                        |
| 2008 Pequín detalls      | Irakli Tsirekidze                    | Amar Benikhlef                       | Hesham Mesbah                        |
| 2008 Pequín detalls      | Irakli Tsirekidze                    | Amar Benikhlef                       | Sergei Aschwanden                    |
| 2012 Londres detalls     | Song Dae-Nam                         | Asley González                       | Ilias Iliadis                        |
| 2012 Londres detalls     | Song Dae-Nam                         | Asley González                       | Masashi Nishiyama                    |
| 2016 Rio detalls         | Mashu Baker                          | Varlam Liparteliani                  | Gwak Dong-Han                        |
| 2016 Rio detalls         | Mashu Baker                          | Varlam Liparteliani                  | Cheng Xunzhao                        |
| 2020 Tòquio detalls      | Lasha Bekauri                        | Eduard Trippel                       | Davlat Bobonov                       |
| 2020 Tòquio detalls      | Lasha Bekauri                        | Eduard Trippel                       | Krisztián Tóth                       |
| 2024 París detalls       | Lasha Bekauri                        | Sanshiro Murao                       | Maxime-Gaël Ngayap Hambou            |
| 2024 París detalls       | Lasha Bekauri                        | Sanshiro Murao                       | Theodoros Tselidis                   |

##### Pes semi pesant
- -93 kg (1972-1976)
- -95 kg (1980-1996)
- -100 kg (2000-actualitat)

| Edició                   | Or                      | Argent             | Bronze                |
| 1972 Múnic detalls       | Shota Chochishvili      | David Starbrook    | Paul Barth            |
| 1972 Múnic detalls       | Shota Chochishvili      | David Starbrook    | Chiaki Ishii          |
| 1976 Mont-real detalls   | Kazuhiro Ninomiya       | Ramaz Kharshiladze | Jörg Röthlisberger    |
| 1976 Mont-real detalls   | Kazuhiro Ninomiya       | Ramaz Kharshiladze | David Starbrook       |
| 1980 Moscou detalls      | Robert Van de Walle     | Tengiz Khubuluri   | Dietmar Lorenz        |
| 1980 Moscou detalls      | Robert Van de Walle     | Tengiz Khubuluri   | Henk Numan            |
| 1984 Los Angeles detalls | Ha Hyoung-Zoo           | Douglas Vieria     | Bjarni Friðriksson    |
| 1984 Los Angeles detalls | Ha Hyoung-Zoo           | Douglas Vieria     | Günter Neureuther     |
| 1988 Seül detalls        | Aurélio Miguel          | Marc Meiling       | Dennis Stewart        |
| 1988 Seül detalls        | Aurélio Miguel          | Marc Meiling       | Robert Van De Walle   |
| 1992 Barcelona detalls   | Antal Kovacs            | Raymond Stevens    | Theo Meijer           |
| 1992 Barcelona detalls   | Antal Kovacs            | Raymond Stevens    | Dmitri Sergeyev       |
| 1996 Atlanta detalls     | Paweł Nastula           | Kim Min-Soo        | Aurélio Miguel        |
| 1996 Atlanta detalls     | Paweł Nastula           | Kim Min-Soo        | Stéphane Traineau     |
| 2000 Sydney detalls      | Kosei Inoue             | Nicolas Gill       | Youri Stepkine        |
| 2000 Sydney detalls      | Kosei Inoue             | Nicolas Gill       | Stéphane Traineau     |
| 2004 Atenes detalls      | Ihar Makarau            | Jang Sung Ho       | Michael Jurack        |
| 2004 Atenes detalls      | Ihar Makarau            | Jang Sung Ho       | Ariel Zeevi           |
| 2008 Pequín detalls      | Naidangiin Tüvshinbayar | Askhat Zhitkeyev   | Movlud Miraliyev      |
| 2008 Pequín detalls      | Naidangiin Tüvshinbayar | Askhat Zhitkeyev   | Henk Grol             |
| 2012 Londres detalls     | Tagir Khaibulaev        | N. Tüvshinbayar    | Henk Grol             |
| 2012 Londres detalls     | Tagir Khaibulaev        | N. Tüvshinbayar    | Dimitri Peters        |
| 2016 Rio detalls         | Lukáš Krpálek           | Elmar Gasimov      | Cyrille Maret         |
| 2016 Rio detalls         | Lukáš Krpálek           | Elmar Gasimov      | Ryunosuke Haga        |
| 2020 Tòquio detalls      | Aaron Wolf              | Cho Gu-ham         | Jorge Fonseca         |
| 2020 Tòquio detalls      | Aaron Wolf              | Cho Gu-ham         | Niyaz Ilyasov         |
| 2024 París detalls       | Zelym Kotsoiev          | Ilia Sulamanidze   | Peter Paltchik        |
| 2024 París detalls       | Zelym Kotsoiev          | Ilia Sulamanidze   | Muzaffarbek Turoboyev |

##### Pes pesant
- + 80 kg (1964)
- + 93 kg (1972-1976)
- + 95 kg (1980-1996)
- + 100 kg (2000-actualitat)

| Edició                   | Or                                   | Argent                               | Bronze                               |
| 1964 Tòquio detalls      | Isao Inokuma                         | Doug Rogers                          | Parnaoz Chikviladze                  |
| 1964 Tòquio detalls      | Isao Inokuma                         | Doug Rogers                          | Anzor Kiknadze                       |
| 1968 Ciutat de Mèxic     | No fou inclòs en el programa oficial | No fou inclòs en el programa oficial | No fou inclòs en el programa oficial |
| 1972 Múnic detalls       | Wim Ruska                            | Klaus Glahn                          | Motoki Nishimura                     |
| 1972 Múnic detalls       | Wim Ruska                            | Klaus Glahn                          | Givi Onashvili                       |
| 1976 Mont-real detalls   | Serhiy Novikov                       | Günther Neureuther                   | Allen Coage                          |
| 1976 Mont-real detalls   | Serhiy Novikov                       | Günther Neureuther                   | Sumio Endo                           |
| 1980 Moscou detalls      | Angelo Parisi                        | Dimitar Zaprianov                    | Radomir Kovacevic                    |
| 1980 Moscou detalls      | Angelo Parisi                        | Dimitar Zaprianov                    | Vladimir Kocman                      |
| 1984 Los Angeles detalls | Hitoshi Saito                        | Angelo Parisi                        | Mark Berger                          |
| 1984 Los Angeles detalls | Hitoshi Saito                        | Angelo Parisi                        | Cho Yong-Chul                        |
| 1988 Seül detalls        | Hitoshi Saito                        | Henry Stöhr                          | Cho Yong-Chul                        |
| 1988 Seül detalls        | Hitoshi Saito                        | Henry Stöhr                          | Grigory Verichev                     |
| 1992 Barcelona detalls   | David Khakhaleishvili                | Naoya Ogawa                          | Imre Csösz                           |
| 1992 Barcelona detalls   | David Khakhaleishvili                | Naoya Ogawa                          | David Douillet                       |
| 1996 Atlanta detalls     | David Douillet                       | Ernesto Pérez                        | Frank Möller                         |
| 1996 Atlanta detalls     | David Douillet                       | Ernesto Pérez                        | Harry van Barneveld                  |
| 2000 Sydney detalls      | David Douillet                       | Shinichi Shinohara                   | Indrek Pertelson                     |
| 2000 Sydney detalls      | David Douillet                       | Shinichi Shinohara                   | Tamerlan Tmenov                      |
| 2004 Atenes detalls      | Keiji Suzuki                         | Tamerlan Tmenov                      | Dennis van der Geest                 |
| 2004 Atenes detalls      | Keiji Suzuki                         | Tamerlan Tmenov                      | Indrek Pertelson                     |
| 2008 Pequín detalls      | Satoshi Ishii                        | Abdullo Tangriev                     | Oscar Braison                        |
| 2008 Pequín detalls      | Satoshi Ishii                        | Abdullo Tangriev                     | Teddy Riner                          |
| 2012 Londres detalls     | Teddy Riner                          | Aleksandr Mikhailine                 | Rafael Silva                         |
| 2012 Londres detalls     | Teddy Riner                          | Aleksandr Mikhailine                 | Andreas Tölzer                       |
| 2016 Rio detalls         | Teddy Riner                          | Hisayoshi Harasawa                   | Rafael Silva                         |
| 2016 Rio detalls         | Teddy Riner                          | Hisayoshi Harasawa                   | Or Sasson                            |
| 2020 Tòquio detalls      | Lukáš Krpálek                        | Guram Tushishvili                    | Teddy Riner                          |
| 2020 Tòquio detalls      | Lukáš Krpálek                        | Guram Tushishvili                    | Tamerlan Bashaev                     |
| 2024 París detalls       | Teddy Riner                          | Kim Min-jong                         | Temur Rakhimov                       |
| 2024 París detalls       | Teddy Riner                          | Kim Min-jong                         | Alisher Yusupov                      |

#### Categoria femenina

##### Pes extra lleuger
- -48 kg

| Edició                 | Or               | Argent                  | Bronze               |
| 1992 Barcelona detalls | Cécile Nowak     | Ryoko Tamura            | Amarilis Savón       |
| 1992 Barcelona detalls | Cécile Nowak     | Ryoko Tamura            | Hulya Senyurt        |
| 1996 Atlanta detalls   | Kye Sun-Hui      | Ryoko Tamura            | Amarilis Savón       |
| 1996 Atlanta detalls   | Kye Sun-Hui      | Ryoko Tamura            | Yolanda Soler        |
| 2000 Sydney detalls    | Ryoko Tamura     | Liubov Brulétova        | Anna-Maria Gradante  |
| 2000 Sydney detalls    | Ryoko Tamura     | Liubov Brulétova        | Ann Simons           |
| 2004 Atenes detalls    | Ryoko Tani       | Frederique Jossinet     | Julia Matijass       |
| 2004 Atenes detalls    | Ryoko Tani       | Frederique Jossinet     | Gao Feng             |
| 2008 Pequín detalls    | Alina Dumitru    | Yanet Bermoy            | Paula Belén Pareto   |
| 2008 Pequín detalls    | Alina Dumitru    | Yanet Bermoy            | Ryoko Tani           |
| 2012 Londres detalls   | Sarah Menezes    | Alina Dumitru           | Eva Csernoviczki     |
| 2012 Londres detalls   | Sarah Menezes    | Alina Dumitru           | Charline Van Snick   |
| 2016 Rio detalls       | Paula Pareto     | Jeong Bo-kyeong         | Ami Kondo            |
| 2016 Rio detalls       | Paula Pareto     | Jeong Bo-kyeong         | G. Otgontsetseg      |
| 2020 Tòquio detalls    | Distria Krasniqi | Funa Tonaki             | Daria Bilodid        |
| 2020 Tòquio detalls    | Distria Krasniqi | Funa Tonaki             | Urantsetseg Munkhbat |
| 2024 París detalls     | Natsumi Tsunoda  | Bavuudorjiin Baasankhüü | Shirine Boukli       |
| 2024 París detalls     | Natsumi Tsunoda  | Bavuudorjiin Baasankhüü | Tara Babulfath       |

##### Pes semi lleuger
- -52 kg

| Edició                 | Or                   | Argent           | Bronze             |
| 1992 Barcelona detalls | Almudena Muñoz       | Noriko Mizoguchi | Li Zhongyun        |
| 1992 Barcelona detalls | Almudena Muñoz       | Noriko Mizoguchi | Sharon Rendle      |
| 1996 Atlanta detalls   | Marie-Claire Restoux | Hyun Sook-Hee    | Noriko Sugawara    |
| 1996 Atlanta detalls   | Marie-Claire Restoux | Hyun Sook-Hee    | Legna Verdecia     |
| 2000 Sydney detalls    | Legna Verdecia       | Noriko Narazaki  | Liu Yuxiang        |
| 2000 Sydney detalls    | Legna Verdecia       | Noriko Narazaki  | Kye Sun-Hui        |
| 2004 Atenes detalls    | Xian Dongmei         | Yuki Yokosawa    | Amarilis Savón     |
| 2004 Atenes detalls    | Xian Dongmei         | Yuki Yokosawa    | Ilse Heylen        |
| 2008 Pequín detalls    | Xian Dongmei         | An Kum-Ae        | Soraya Haddad      |
| 2008 Pequín detalls    | Xian Dongmei         | An Kum-Ae        | Misato Nakamura    |
| 2012 Londres detalls   | An Kum-Ae            | Yanet Bermoy     | Rosalba Forciniti  |
| 2012 Londres detalls   | An Kum-Ae            | Yanet Bermoy     | Priscilla Gneto    |
| 2016 Rio detalls       | Majlinda Kelmendi    | Odette Giuffrida | Misato Nakamura    |
| 2016 Rio detalls       | Majlinda Kelmendi    | Odette Giuffrida | Natalia Kuziutina  |
| 2020 Tòquio detalls    | Uta Abe              | Amandine Buchard | Odette Giuffrida   |
| 2020 Tòquio detalls    | Uta Abe              | Amandine Buchard | Chelsie Giles      |
| 2024 París detalls     | Diyora Keldiyorova   | Distria Krasniqi | [Larissa Pimenta]] |
| 2024 París detalls     | Diyora Keldiyorova   | Distria Krasniqi | Amandine Buchard   |

##### Pes lleuger
- -56 kg (1992-1996)
- -57 kg (2000-actualitat)

| Edició                 | Or                 | Argent                | Bronze               |
| 1992 Barcelona detalls | Miriam Blasco      | Nicola Fairbrother    | Driulis González     |
| 1992 Barcelona detalls | Miriam Blasco      | Nicola Fairbrother    | Chiyori Tateno       |
| 1996 Atlanta detalls   | Driulis González   | Jung Sun-Yong         | Isabel Fernández     |
| 1996 Atlanta detalls   | Driulis González   | Jung Sun-Yong         | Marisabe Lomba       |
| 2000 Sydney detalls    | Isabel Fernández   | Driulis González      | Kie Kusakabe         |
| 2000 Sydney detalls    | Isabel Fernández   | Driulis González      | Maria Pekli          |
| 2004 Atenes detalls    | Yvonne Bönisch     | Kye Sun-Hui           | Debrorah Gravenstijn |
| 2004 Atenes detalls    | Yvonne Bönisch     | Kye Sun-Hui           | Yurisleidy Lupetey   |
| 2008 Pequín detalls    | Giulia Quintavalle | Deborah Gravenstein   | Ketleyn Quadros      |
| 2008 Pequín detalls    | Giulia Quintavalle | Deborah Gravenstein   | Xu Yan               |
| 2012 Londres detalls   | Kaori Matsumoto    | Corina Căprioriu      | Marti Malloy         |
| 2012 Londres detalls   | Kaori Matsumoto    | Corina Căprioriu      | Automne Pavia        |
| 2016 Rio detalls       | Rafaela Silva      | Dorjsürengiin Sumiyaa | Kaori Matsumoto      |
| 2016 Rio detalls       | Rafaela Silva      | Dorjsürengiin Sumiyaa | Telma Monteiro       |
| 2020 Tòquio detalls    | Nora Gjakova       | Sarah-Léonie Cysique  | Jessica Klimkait     |
| 2020 Tòquio detalls    | Nora Gjakova       | Sarah-Léonie Cysique  | Tsukasa Yoshida      |
| 2024 París detalls     | Christa Deguchi    | Huh Mi-mi             | Haruka Funakubo      |
| 2024 París detalls     | Christa Deguchi    | Huh Mi-mi             | Sarah-Léonie Cysique |

##### Pes semi mitjà
- -61 kg (1992-1996)
- -63 kg (2000-actualitat)

| Edició                 | Or                   | Argent               | Bronze                      |
| 1992 Barcelona detalls | Cathérine Fleury     | Yael Arad            | Elena Petrova               |
| 1992 Barcelona detalls | Cathérine Fleury     | Yael Arad            | Di Zhang                    |
| 1996 Atlanta detalls   | Yuko Emoto           | Gella Vandecaveye    | Jenny Gal                   |
| 1996 Atlanta detalls   | Yuko Emoto           | Gella Vandecaveye    | Jung Sung-Sook              |
| 2000 Sydney detalls    | Séverine Vandenhende | Li Shufang           | Jung Sung-Sook              |
| 2000 Sydney detalls    | Séverine Vandenhende | Li Shufang           | Gella Vandecaveye           |
| 2004 Atenes detalls    | Ayumi Tanimoto       | Claudia Heill        | Urska Zolnir                |
| 2004 Atenes detalls    | Ayumi Tanimoto       | Claudia Heill        | Driulis González            |
| 2008 Pequín detalls    | Ayumi Tanimoto       | Lucie Décosse        | Elisabeth Willeboordse      |
| 2008 Pequín detalls    | Ayumi Tanimoto       | Lucie Décosse        | Won Ok Im                   |
| 2012 Londres detalls   | Urška Žolnir         | Xu Lili              | Gévrise Émane               |
| 2012 Londres detalls   | Urška Žolnir         | Xu Lili              | Yoshie Ueno                 |
| 2016 Rio detalls       | Tina Trstenjak       | Clarisse Agbegnenou  | Yarden Gerbi                |
| 2016 Rio detalls       | Tina Trstenjak       | Clarisse Agbegnenou  | Anicka van Emden            |
| 2020 Tòquio detalls    | Clarisse Agbegnenou  | Tina Trstenjak       | Maria Centracchio           |
| 2020 Tòquio detalls    | Clarisse Agbegnenou  | Tina Trstenjak       | Catherine Beauchemin-Pinard |
| 2024 París detalls     | Andreja Leški        | Prisca Awiti Alcaraz | Clarisse Agbegnenou         |
| 2024 París detalls     | Andreja Leški        | Prisca Awiti Alcaraz | Laura Fazliu                |

##### Pes mitjà
- -66 kg (1992-1996)
- -70 kg (2000-actualitat)

| Edició                 | Or               | Argent               | Bronze            |
| 1992 Barcelona detalls | Odalis Revé      | Emanuela Pierantozzi | Kate Howey        |
| 1992 Barcelona detalls | Odalis Revé      | Emanuela Pierantozzi | Heidi Rakels      |
| 1996 Atlanta detalls   | Cho Min-Sun      | Aneta Szczepańska    | Wang Xianbo       |
| 1996 Atlanta detalls   | Cho Min-Sun      | Aneta Szczepańska    | Claudia Zwiers    |
| 2000 Sydney detalls    | Sibelis Veranes  | Kate Howey           | Cho Min-Sun       |
| 2000 Sydney detalls    | Sibelis Veranes  | Kate Howey           | Ylenia Scapin     |
| 2004 Atenes detalls    | Masae Ueno       | Edith Bosch          | Qin Dongya        |
| 2004 Atenes detalls    | Masae Ueno       | Edith Bosch          | Annett Bohm       |
| 2008 Pequín detalls    | Masae Ueno       | Anaysi Hernández     | Ronda Rousey      |
| 2008 Pequín detalls    | Masae Ueno       | Anaysi Hernández     | Edith Bosch       |
| 2012 Londres detalls   | Lucie Decosse    | Kerstin Thiele       | Yuri Alvear       |
| 2012 Londres detalls   | Lucie Decosse    | Kerstin Thiele       | Edith Bosch       |
| 2016 Rio detalls       | Haruka Tachimoto | Yuri Alvear          | Sally Conway      |
| 2016 Rio detalls       | Haruka Tachimoto | Yuri Alvear          | Laura Vargas Koch |
| 2020 Tòquio detalls    | Chizuru Arai     | Michaela Polleres    | Madina Taimazova  |
| 2020 Tòquio detalls    | Chizuru Arai     | Michaela Polleres    | Sanne van Dijke   |
| 2024 París detalls     | Barbara Matić    | Miriam Butkereit     | Michaela Polleres |
| 2024 París detalls     | Barbara Matić    | Miriam Butkereit     | Gabriella Willems |

##### Pes semi pesant
- -72 kg (1992-1996)
- -78 kg (2000-actualitat)

| Edició                 | Or             | Argent            | Bronze               |
| 1992 Barcelona detalls | Kim Mi-Jung    | Yoko Tanabe       | Irene de Kok         |
| 1992 Barcelona detalls | Kim Mi-Jung    | Yoko Tanabe       | Laetitia Meignan     |
| 1996 Atlanta detalls   | Ulla Werbrouck | Yoko Tanabe       | Diadenis Luna        |
| 1996 Atlanta detalls   | Ulla Werbrouck | Yoko Tanabe       | Ylenia Scapin        |
| 2000 Sydney detalls    | Tang Lin       | Céline Lebrun     | Emanuela Pierantozzi |
| 2000 Sydney detalls    | Tang Lin       | Céline Lebrun     | Simona Richter       |
| 2004 Atenes detalls    | Noriko Anno    | Liu Xia           | Lucia Morico         |
| 2004 Atenes detalls    | Noriko Anno    | Liu Xia           | Yurisel Laborde      |
| 2008 Pequín detalls    | Yang Xiuli     | Yalennis Castillo | Jeong Gyeong-Mi      |
| 2008 Pequín detalls    | Yang Xiuli     | Yalennis Castillo | Stephanie Possamai   |
| 2012 Londres detalls   | Kayla Harrison | Gemma Gibbons     | Mayra Aguiar         |
| 2012 Londres detalls   | Kayla Harrison | Gemma Gibbons     | Audrey Tcheuméo      |
| 2016 Rio detalls       | Kayla Harrison | Audrey Tcheuméo   | Mayra Aguiar         |
| 2016 Rio detalls       | Kayla Harrison | Audrey Tcheuméo   | Anamari Velenšek     |
| 2020 Tòquio detalls    | Shori Hamada   | Madeleine Malonga | Anna-Maria Wagner    |
| 2020 Tòquio detalls    | Shori Hamada   | Madeleine Malonga | Mayra Aguiar         |
| 2024 París detalls     | Alice Bellandi | Inbar Lanir       | Ma Zhenzhao\|        |
| 2024 París detalls     | Alice Bellandi | Inbar Lanir       | Patrícia Sampaio     |

##### Pes pesant
- +72 kg (1992-1996)
- +78 kg (2000-actualitat)

| Edició                 | Or             | Argent           | Bronze            |
| 1992 Barcelona detalls | Zhuang Xiaoyan | Estela Rodríguez | Natalia Lupino    |
| 1992 Barcelona detalls | Zhuang Xiaoyan | Estela Rodríguez | Yoko Sakaue       |
| 1996 Atlanta detalls   | Sun Fuming     | Estela Rodríguez | Christine Cicot   |
| 1996 Atlanta detalls   | Sun Fuming     | Estela Rodríguez | Johanna Hagn      |
| 2000 Sydney detalls    | Yuan Hua       | Dayma Beltrán    | Kim Seon-Young    |
| 2000 Sydney detalls    | Yuan Hua       | Dayma Beltrán    | Mayumi Yasashita  |
| 2004 Atenes detalls    | Maki Tsukada   | Dayma Beltrán    | Tea Donguzashvili |
| 2004 Atenes detalls    | Maki Tsukada   | Dayma Beltrán    | Sun Fuming        |
| 2008 Pequín detalls    | Tong Wen       | Maki Tsukada     | Lucija Polavder   |
| 2008 Pequín detalls    | Tong Wen       | Maki Tsukada     | Idalys Ortiz      |
| 2012 Londres detalls   | Idalys Ortiz   | Mika Sugimoto    | Karina Bryant     |
| 2012 Londres detalls   | Idalys Ortiz   | Mika Sugimoto    | Tong Wen          |
| 2016 Rio detalls       | Émilie Andéol  | Idalys Ortiz     | Kanae Yamabe      |
| 2016 Rio detalls       | Émilie Andéol  | Idalys Ortiz     | Yu Song           |
| 2020 Tòquio detalls    | Akira Sone     | Idalys Ortiz     | Iryna Kindzerska  |
| 2020 Tòquio detalls    | Akira Sone     | Idalys Ortiz     | Romane Dicko      |
| 2024 París detalls     | Beatriz Souza  | Raz Hershko      | Kim Ha-yun        |
| 2024 París detalls     | Beatriz Souza  | Raz Hershko      | Romane Dicko      |

#### Categoria Mixta
| Edició              | Or | Argent | Bronze |
| 2020 Tòquio detalls | FrançaClarisse Agbegnenou · Amandine Buchard · Guillaume Chaine · Axel Clerget · Sarah-Léonie Cysique · Romane Dicko · Alexandre Iddir · Kilian Le Blouch · Madeleine Malonga · Margaux Pinot · Teddy Riner                                                                   | JapóHifumi Abe · Uta Abe · Chizuru Arai · Shori Hamada · Hisayoshi Harasawa · Shoichiro Mukai · Takanori Nagase · Shohei Ono · Akira Sone · Miku Tashiro · Aaron Wolf · Tsukasa Yoshida                                     | AlemanyaJohannes Frey · Karl-Richard Frey · Jasmin Grabowski · Katharina Menz · Dominic Ressel · Giovanna Scoccimarro · Sebastian Seidl · Theresa Stoll · Martyna Trajdos · Eduard Trippel · Anna-Maria Wagner · Igor Wandtke |
| 2020 Tòquio detalls | FrançaClarisse Agbegnenou · Amandine Buchard · Guillaume Chaine · Axel Clerget · Sarah-Léonie Cysique · Romane Dicko · Alexandre Iddir · Kilian Le Blouch · Madeleine Malonga · Margaux Pinot · Teddy Riner                                                                   | JapóHifumi Abe · Uta Abe · Chizuru Arai · Shori Hamada · Hisayoshi Harasawa · Shoichiro Mukai · Takanori Nagase · Shohei Ono · Akira Sone · Miku Tashiro · Aaron Wolf · Tsukasa Yoshida                                     | IsraelTohar Butbul · Raz Hershko · Li Kochman · Inbar Lanir · Sagi Muki · Timna Nelson-Levy · Peter Paltchik · Shira Rishony · Or Sasson · Gili Sharir · Baruch Shmailov                                                      |
| 2024 París detalls  | FrançaShirine Boukli · Joan-Benjamin Gaba · Amandine Buchard · Walide Khyar · Sarah-Léonie Cysique · Luka Mkheidze · Clarisse Agbegnenou · Alpha Oumar Djalo · Marie-Ève Gahié · Maxime-Gaël Ngayap Hambou · Romane Dicko · Aurelien Diesse · Madeleine Malonga · Teddy Riner | JapóUta Abe · Hifumi Abe · Haruka Funakubo · Soichi Hashimoto · Natsumi Tsunoda · Ryuju Nagayama · Saki Niizoe · Sanshiro Murao · Miku Takaichi · Takanori Nagase · Aaron Wolf · Rika Takayama · Akira Sone · Tatsuru Saito | BrasilDaniel Cargnin · Leonardo Gonçalves · Willian Lima · Rafael Macedo · Guilherme Schimidt · Rafael Silva · Larissa Pimenta · Ketleyn Quadros · Rafaela Silva · Beatriz Souza                                              |
| 2024 París detalls  | FrançaShirine Boukli · Joan-Benjamin Gaba · Amandine Buchard · Walide Khyar · Sarah-Léonie Cysique · Luka Mkheidze · Clarisse Agbegnenou · Alpha Oumar Djalo · Marie-Ève Gahié · Maxime-Gaël Ngayap Hambou · Romane Dicko · Aurelien Diesse · Madeleine Malonga · Teddy Riner | JapóUta Abe · Hifumi Abe · Haruka Funakubo · Soichi Hashimoto · Natsumi Tsunoda · Ryuju Nagayama · Saki Niizoe · Sanshiro Murao · Miku Takaichi · Takanori Nagase · Aaron Wolf · Rika Takayama · Akira Sone · Tatsuru Saito | Corea del SudLee Hye-kyeong · Kim Won-jin · Jung Ye-rin · An Ba-ul · Huh Mi-mi · Kim Ji-su · Lee Joon-hwan · Han Ju-yeop · Yoon Hyun-ji · Kim Ha-yun · Kim Min-jong                                                           |

### Programa eliminat

#### Categoria masculina Open
| Edició                   | Or                                   | Argent                               | Bronze                               |
| 1964 Tòquio detalls      | Anton Geesink                        | Akio Kaminaga                        | Theodore Boronovskis                 |
| 1964 Tòquio detalls      | Anton Geesink                        | Akio Kaminaga                        | Klaus Glahn                          |
| 1968 Ciutat de Mèxic     | No fou inclòs en el programa olímpic | No fou inclòs en el programa olímpic | No fou inclòs en el programa olímpic |
| 1972 Múnic detalls       | Wim Ruska                            | Vitali Kuznetsov                     | Jean-Claude Brondani                 |
| 1972 Múnic detalls       | Wim Ruska                            | Vitali Kuznetsov                     | Angelo Parisi                        |
| 1976 Mont-real detalls   | Haruki Uemura                        | Keith Remfry                         | Cho Je-Aki                           |
| 1976 Mont-real detalls   | Haruki Uemura                        | Keith Remfry                         | Shota Chochishvili                   |
| 1980 Moscou detalls      | Dietmar Lorenz                       | Angelo Parisi                        | Andras Ozsvar                        |
| 1980 Moscou detalls      | Dietmar Lorenz                       | Angelo Parisi                        | Arthur Mapp                          |
| 1984 Los Angeles detalls | Yasuhiro Yamashita                   | Mohamed Rashwan                      | Arthur Schnabel                      |
| 1984 Los Angeles detalls | Yasuhiro Yamashita                   | Mohamed Rashwan                      | Mihai Cioc                           |